# Sokółka (Pasłęk)
Sokólka (deutsch Sangershausen) ist ein Ort in der polnischen Woiwodschaft Ermland-Masuren. Er gehört zur Gmina Pasłęk (Stadt-und-Land-Gemeinde Preußisch Holland) im Powiat Elbląski (Kreis Elbing).

## Geographische Lage
Sokólka liegt im nördlichen Westen der Woiwodschaft Ermland-Masuren, fünf Kilometer südwestlich der früheren Kreisstadt Preußisch Holland (polnisch Pasłęk) bzw. 17 Kilometer südöstlich der heutigen Kreismetropole Elbląg (deutsch Elbing).

## Geschichte
Der kleine Ort Sangershausen, auch oft als Forst Alt Kußfeld bezeichnet, wurde vor 1880 gegründet. Es handelte sich dabei um einen Wohnplatz in der Landgemeinde Alt Kußfeld (polnisch Stare Kusy), die ihrerseits bis 1907 zum Amtsbezirk Neu Kußfeld (polnisch Nowe Kusy), danach zum Amtsbezirk Hirschfeld (polnisch Jelonki) gehörte.
Am 1. April 1938 wurde Sangershausen aus der Landgemeinde Alt Kußfeld in den Gutsbezirk Neu Kußfeld im Amtsbezirk Drausenhof (polnisch Drużno) umgegliedert. Eineinhalb Jahre später fusionierten Weeskenhof (polnisch Rzeczna) und Neu Kußfeld (mit Sangershausen) zum Gutsbezirk Remonteamt Weeskenhof, der am 10. Juli 1940 in den gemeindefreien Gutsbezirk Remonteamt Weeskenhof umgewandelt wurde, dessen Wohnplatz Sangershausen bis 1945 war.
Im Jahre 1945 wurde in Kriegsfolge das gesamte südliche Ostpreußen an Polen abgetreten. Sangershausen erhielt in diesem Zusammenhang die polnisch Namensform „Sokółka“ und ist heute eine Osada (= „Siedlung)“ im Verbund der Stadt-und-Land-Gemeinde Pasłęk (Preußisch Holland) im Powiat Elbląski (Kreis Elbing), von 1975 bis 1998 der Woiwodschaft Elbląg, seither der Woiwodschaft Ermland-Masuren zugehörig.

## Religion
Bis 1945 war Sangershausen über die Landgemeinde Alt Kußfeld in die evangelische Kirche in Hirschfeld (polnisch Jelonki) in der Kirchenprovinz Ostpreußen der Kirche der Altpreußischen Union, außerdem in die römisch-katholische Pfarrei St. Josef in Preußisch Holland (Pasłęk) eingegliedert.
Heute gehört Sokólka zur evangelischen St.-Georgs-Kirche in Pasłęk in der Diözese Masuren der Evangelisch-Augsburgischen Kirche in Polen sowie zur römisch-katholischen Pfarrei in Jelonki (Hirschfeld) im Bistum Elbląg.

## Verkehr
Sokólka liegt abseits vom Verkehrsgeschehen an einer Nebenstraße, die von Nowe Kusy (Neu Kußfeld) über Stare Kusy (Alt Kußfeld) nach hier führt. Eine Bahnanbindung besteht nicht.